# Pregara - travišča
Pregara - travišča este o arie protejată (arie specială de conservare — SAC, sit de importanță comunitară — SCI) din Slovenia întinsă pe o suprafață de 239,14 ha, integral pe uscat.

## Localizare
Centrul sitului Pregara - travišča este situat la coordonatele 45°25′52″N 13°52′47″E / 45.4312°N 13.8798°E.

## Înființare
Situl Pregara - travišča a fost declarat sit de importanță comunitară în aprilie 2004 pentru a proteja 3 specii de animale. Situl a fost protejat și ca arie specială de conservare în februarie 2012.

## Biodiversitate
Situată în ecoregiunea continentală, aria protejată conține 3 habitate naturale: Formațiuni de Juniperus communis pe lande sau pajiști calcaroase, Pajiști uscate din regiunea submediteraneeană estică (Scorzoneratalia villosae), Pajiști cu Molinia pe soluri calcaroase, turboase sau argilos-nămoloase (Molinion caeruleae).
La baza desemnării sitului se află mai multe specii protejate:
- amfibieni (2): izvoraș-cu-burta-galbenă (Bombina variegata), Triturus carnifex
- nevertebrate (1): fluturele auriu (Euphydryas aurinia)